# Supergiant Games
Supergiant Games ist ein unabhängiger amerikanischer Videospielentwickler und Publisher mit Sitz in San Francisco. Es wurde 2009 von Amir Rao und Gavin Simon gegründet und ist bekannt für von der Kritik gefeierte Spiele.

## Geschichte
Supergiant Games wurde 2009 von Amir Rao und Gavin Simon gegründet. Beide hatten im Studio von Electronic Arts in Los Angeles gearbeitet und waren dort an der Command-&-Conquer-Serie beteiligt. 2009 beschlossen sie, ihren Job zu kündigen, in ein gemeinsames Haus zu ziehen und gemeinsam an einem neuen Spiel zu arbeiten. Zu dieser Zeit stellten sie den Musiker Darren Korb für Audio- und Musik arbeiten ein. Während der Entwicklung dieses ersten Spiels griffen sie auf eine Reihe von freiberuflichen Programmierern und Entwicklern zurück, die sie zu verschiedenen Zeiten um Hilfe baten.
Ihr erstes Spiel, Bastion, wurde von der Kritik hochgelobt und von Spielejournalisten auf mehreren Listen als Spiel des Jahres aufgeführt. Supergiant Games entschied sich für Warner Bros. Interactive Entertainment als Verleger, was dazu führte, dass das Spiel auf Xbox Live Arcade und als Premierentitel vertrieben wurde.
Im März 2013 kündigte Supergiant Games ihren nächsten Titel, Transistor, an.
Im April 2016 kündigte Supergiant Games ihr drittes Spiel, Pyre, an. Pyre wurde von den Kritikern erneut sehr gelobt und von Game Informer zum besten Indie-RPG des Jahres gekürt.
2018 hatte das Studio etwa 20 Mitarbeiter.
Das nächste Spiel von Supergiant, Hades, wurde bei den Game Awards 2018 enthüllt und am 17. September 2020 veröffentlicht. Hades wurde von der Kritik gelobt, verkaufte sich über eine Million Mal und erreichte auf Metacritic den Status „allgemeine Anerkennung“; es wurde mehrfach ausgezeichnet. Bei den Game Awards 2020 wurde es für neun Preise nominiert, darunter für das Spiel des Jahres. Hades gewann schließlich zwei Preise für das beste unabhängige Spiel und die beste Action. Hades gewann auch den Preis für das beste Spiel bei den British Academy Video Games Awards 2021, den DICE Awards 2020 und den Game Developers Choice Awards 2020.
2024 startete Hades 2 in den Early Access.
| Jahr | Titel      | Konsole                                                                                 |
| ---- | ---------- | --------------------------------------------------------------------------------------- |
| 2011 | Bastion    | Windows, macOS, Linux, PlayStation 4, PlayStation Vita, Switch, Xbox 360, Xbox One, iOS |
| 2014 | Transistor | Windows, macOS, Linux, PlayStation 4, Switch, iOS, Apple TV                             |
| 2017 | Pyre       | Windows, macOS, Linux, PlayStation 4                                                    |
| 2020 | Hades      | Windows, macOS, Switch, Xbox One, Xbox Series X/S, PlayStation 4, PlayStation 5, iOS    |
|      | Hades 2    | Windows, macOS                                                                          |